# Provincia de Nueva Cartago y Costa Rica
La provincia de Nueva Cartago y Costa Rica o bien alcaldía mayor de Nueva Cartago y Costa Rica, desde 1540 a 1544 y desde 1561 hasta 1573, como gobernación de Nueva Cartago y Costa Rica, fue una entidad administrativa y territorial del Imperio español, creada en 1540, ubicado entre la gobernación de Hibueras, la gobernación de Nicaragua y el Ducado de Veragua, y fue establecida por la Corona española durante su periodo de dominio americano.
Inicialmente perteneció a la Audiencia y Cancillería Real de Panamá en Tierrafirme, que había sido creada por la Corona española, mediante Real Cédula del 26 de febrero de 1538 por el Emperador Carlos I de España (Carlos V del Sacro Imperio Romano Germánico). Fue la tercera Audiencia de América. En su territorio jurisdiccional inicial se incluían las provincias de Tierra Firme (Castilla de Oro y Veraguas), y todos los territorios que comprendían desde el golfo de Fonseca, hasta el estrecho de Magallanes (entre las provincias de Nicaragua, la gobernación de Cartagena, el llamado Reino de Quito, Perú, Chile y Río de la Plata).
La primera referencia de la provincia de Costa Rica ocurre en 1539, al ser creada por la Real Audiencia de Panamá, que nombra a Hernán Sánchez de Badajoz como gobernador y adelantado de Costa Rica. La provincia y los nombramientos son desautorizados por la Corona española, que a finales de 1540 crea nominalmente la gobernación de Nueva Cartago y Costa Rica, nombrando en el cargo a Diego Gutiérrez y Toledo, aunque al ocupar el puesto a finales de 1543 lo hiciera como un alcalde mayor en esta provincia que existiría hasta 1573, dado que quedaron suprimidas las gobernaciones desde el 20 de noviembre de 1542, y dicha provincia pasó a ser una dependencia de la Audiencia de los Confines de Guatemala y Nicaragua, en el marco de las llamadas Leyes Nuevas de la corona española.

## Historia

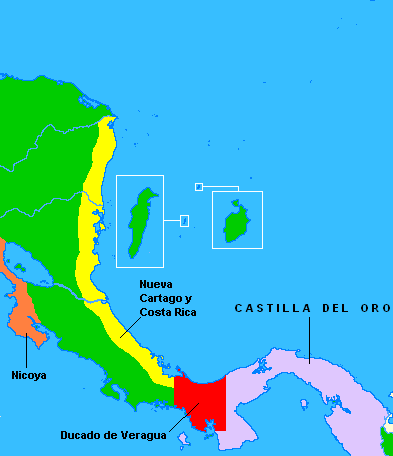
La gobernación de Veragua Real (en AMARILLO) y el litoral pacífico de Castilla de Oro occidental (en VERDE) —los unieron en 1540 para conformar la provincia de Nueva Cartago y Costa Rica— siendo aquel un territorio que desde 1537 estaba separado por el nuevo Ducado de Veragua (en ROJO) con la Castilla del Oro de Tierra Firme u oriental (en LILA). También figura la tenencia de gobierno de Bruselas con la península de Nicoya (en NARANJA) de 1524 a 1542, que hasta 1529 había pertenecido a Castilla del Oro y luego a la gobernación de Nicaragua.

La gobernación fue nombrada el 29 de noviembre de 1540 durante el reinado de Carlos I de España y V del Sacro Imperio Romano Germánico. El nombre inicial fue la de provincia de Cartago y se le señaló por límites:

“Desde el hasta acabar en el Río Grande, hacia el poniente, de la otra parte del Cabo del Camarón con que la costa del dicho río hacia Honduras quede en la gobernación de la dicha provincia de Honduras”

Es decir con los territorios de la Veragua Real —aquellos de la vertiente caribeña sobrantes de la antigua gobernación de Veragua después de la creación en 1537 del Ducado de Veragua en favor del almirante Luis Colón y Toledo— y aquellos de la vertiente del Pacífico hasta entonces pertenecientes a la porción occidental de Castilla del Oro —actual litoral pacífico costarricense— que se extendían entre las costas del golfo de Nicoya y el extremo occidental del mismo ducado.
El primer gobernador de Nueva Cartago y Costa Rica, nombrado el 29 de noviembre de 1540, fue el madrileño Diego Gutiérrez y Toledo, quien llegó al territorio en 1543 y fundó la villa de Santiago y la ciudad de San Francisco. Sin embargo, su empresa fue poco exitosa y murió a manos de los indígenas en 1544.
En 1549 se designó a Juan Pérez de Cabrera para sucederle, pero la Corona revocó su nombramiento para asignarle el cargo de gobernador de la provincia de Comayagua u Honduras. En 1561 fue nombrado alcalde mayor de la provincia Juan de Cavallón y Arboleda, a quien sucedió interinamente su teniente fray Juan de Estrada Rávago y Añez en 1562.
En el mismo año se designó como nuevo alcalde mayor a Juan Vázquez de Coronado.
La denominación de Nueva Cartago y Costa Rica se mantuvo hasta el año 1573, cuando el rey Felipe II de España por intermedio de real cédula del 1 de diciembre de este año, autoriza «á descubrir y poblar la provincia que llaman de Costa Rica» al colono Diego de Artieda Chirino y Uclés.
A partir de entonces el territorio (que ya no incluía la posteriormente llamada provincia de Taguzgalpa, luego conocida como Costa de los Mosquitos), fue denominado provincia de Costa Rica y su capital Cartago. Además, en esta real cédula se indicaron los límites que regirían durante todo el régimen colonial, que fueron la base para la actual demarcación política y jurisdiccional de la nación.